# Suchá Dolina
Suchá Dolina (węg. Szárazvölgy) – wieś (obec) na Słowacji położona w kraju preszowskim, w powiecie Preszów. Pierwsza pisemna wzmianka o miejscowości pochodzi z roku 1330.